# Народна Республіка Ангола
Наро́дна Респу́бліка Анго́ла — колишня соціалістична держава, яка була створена в 1975 після здобуття незалежності від Португалії. Новостворена держава підтримувала дружні відносини з Радянським Союзом, Кубою і Народною Республікою Мозамбік. На чолі держави стояв комуністичний Народний рух за звільнення Анголи (МПЛА) за підтримки СРСР і Куби. Проти комуністичного режиму виступив УНІТА за фінансової та військової підтримки Південної Африки та Сполучених Штатів. Що призвело до громадянської війни в Анголі.
У 1991 р. МПЛА і УНІТА уклали мирну угоду, яка сприяла проведенню багатопартійних виборів в Анголі. Народна Республіка Ангола була скасована в 1992, й перейменовано в Республіку Ангола.